# Hallenradsport-Weltmeisterschaften 1958
Die Hallenradsport-WM 1958 fand vom 2. bis zum 3. August 1958 in Karl-Marx-Stadt in der DDR statt. Es wurden Wettkämpfe im Radball und Kunstradfahren ausgetragen. Die Weltmeisterschaften fanden im Rahmen einer „Festwoche des Radsports“, die am 10. August in Leipzig mit dem Wettbewerb der Amateur-Dauerfahrer endete, statt. Die Wettkämpfe wurden im Kulturhaus der Niles Werke Karl-Marx-Stadt (Großdrehmaschinenbau „8. Mai“) ausgetragen.

## Radball
Es wurde ein 2er-Teamwettkampf bei den Herren durchgeführt.
Medaillengewinner
| Rang | Land                            | Spieler 1           | Spieler 2         |
| ---- | ------------------------------- | ------------------- | ----------------- |
| 1.   | Deutsche Demokratische Republik | Gerth Martin        | Gerhard Degenkolb |
| 2.   | Schweiz                         | Rudolf Breitenmoser | Georg Lienhard    |
| 3.   | Frankreich                      | Jean Wolff          | René Boeglin      |

## Kunstradfahren
Es wurden Wettkämpfe im 1er-Kunstradfahren der Herren durchgeführt.

### Herren

#### Einzel
Medaillengewinner
| Rang | Land                            | Fahrer          |
| ---- | ------------------------------- | --------------- |
| 1.   | BR Deutschland                  | Heinz Pfeiffer  |
| 2.   | Schweiz                         | Arnold Tschopp  |
| 3.   | Deutsche Demokratische Republik | Wolfgang Hebert |

Koordinaten: 50° 49′ 1″ N, 12° 51′ 13″ O